# Paphiopedilum druryi
Paphiopedilum druryi là một loài lan đặc hữu của Tranvancore Hills, miền nam Ấn Độ.

## Hình ảnh

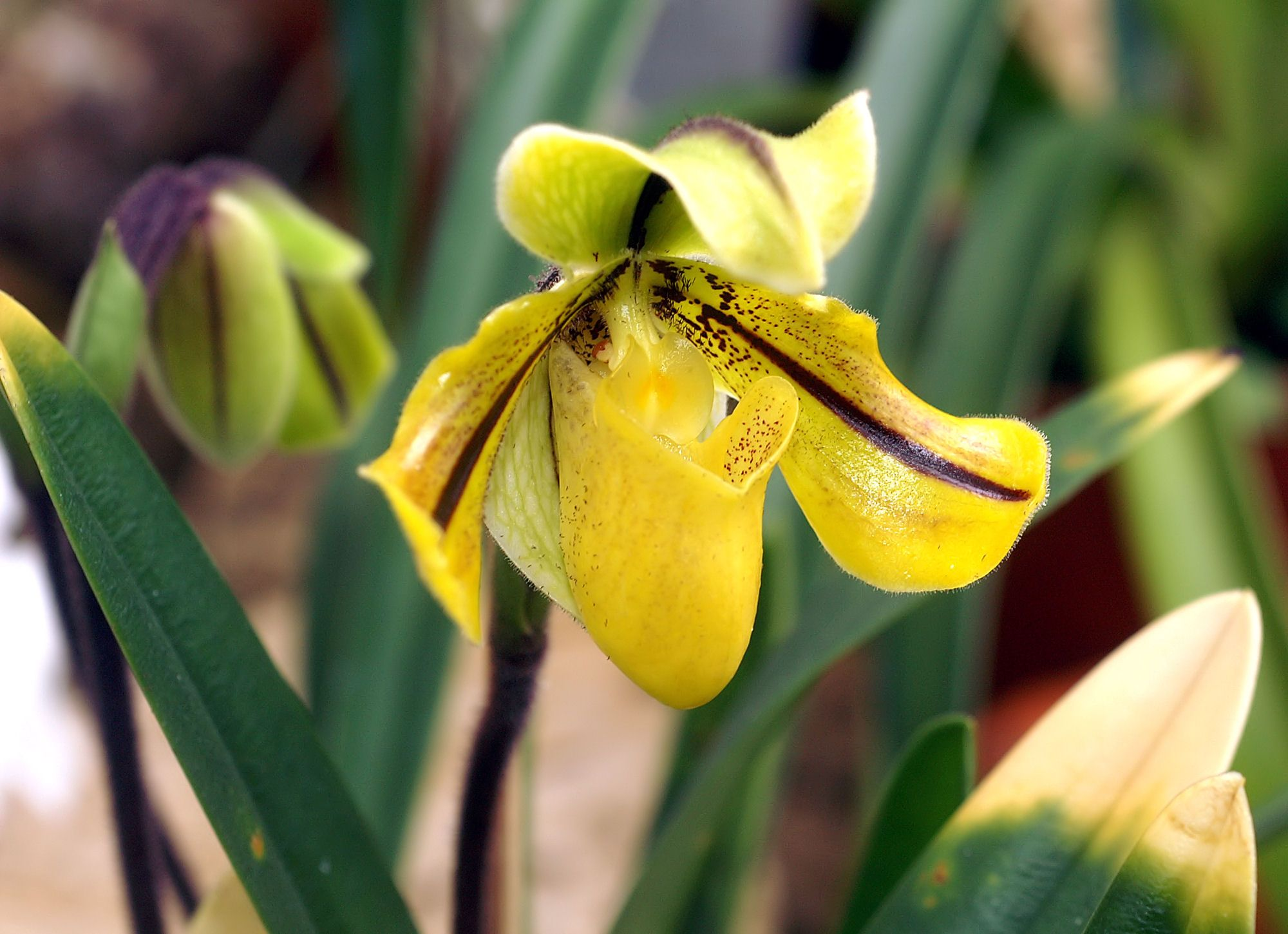
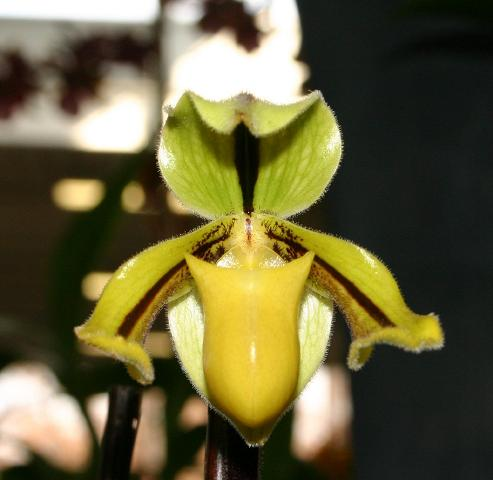